# شيلا كاميرون
شيلا كاميرون (بالإنجليزية: Sheila Cameron) هي محامية وقاضية بريطانية، ولدت في 22 مارس 1934.